# H. C. Hansen
Hans Christian Svane Hansen (Aarhus, 8 de noviembre de 1906-Copenhague, 19 de febrero de 1960), a menudo conocido como H. C. Hansen o simplemente H. C., fue un político danés que ocupó el cargo de primer ministro de Dinamarca desde 1955 hasta su muerte en 1960. 
Hansen, socialdemócrata, fue ministro de Finanzas en el gabinete de unidad de mayo a noviembre de 1945 y de nuevo de 1947 a 1950 con Hans Hedtoft. Fue ministro de Industria, Comercio y Asuntos Marítimos en el último mes del primer gabinete de Hedtoft, y más tarde ministro de Asuntos Exteriores en 1953, cargo que ocupó durante su propio mandato hasta 1958. Fue elegido líder de su partido tras la muerte de Hedtoft.